# Kisfehéregyház
Kisfehéregyház (románul Albeștii Bistriței, németül Weisskirchen, erdélyi szász nyelven Weisskirch) település Romániában, Beszterce-Naszód megyében.

## Fekvése
Besztercétől délre található, Galacfalva község része.

## Története
1332-ben Alba Ecclesia említik először. A települést német telepesek alapították. Temploma a 14. század táján épült, a reformáció idején, amikor a lakosság felvette a lutheránus vallást, a templomot is átalakították ennek megfelelően.
A trianoni békeszerződésig Beszterce-Naszód vármegye Besenyői járásához tartozott. A második bécsi döntést követően visszakerült Magyarországhoz, de a második világháborút követően ismét Románia része lett. 1944-ben német lakossága a visszavonuló Wehrmachttal együtt elhagyta a települést és Németországba menekült, ahonnan többé haza nem tértek.

## Híres emberek
- Itt született Karl Kurt Klein (1897–1971) – osztrák újságíró, teológus, germanista és történész

## Lakossága
1910-ben 495 lakosa volt, ebből 337 szász, 37 román, 3 magyar és 82 cigány.
2002-ben 174 lakosából 129 román, 44 cigány, 1 német volt.

## Nevezetesség
- 19. századi ortodox (eredetileg evangélikus) templom[3]